# پاول تراونیچک
پاوِل تراونیچِک (چکی: Pavel Trávníček؛ زادهٔ ۲۶ اکتبر ۱۹۵۰) بازیگر اهل کشور جمهوری چک است. وی از سال ۱۹۷۱ میلادی تاکنون مشغول فعالیت بوده‌است. او از سال ۱۹۷۱ در بیش از ۷۰ محصول سینمایی و تلویزیونی ظاهر شده‌است که بیشتر آنها در چکسلواکی/جمهوری چک و گهگاه در آلمان تولید شده‌اند.